# Циклопы (семейство)
Цикло́пы (лат. Cyclopidae) — семейство веслоногих рачков c длиной тела 1—5,5 мм, имеющих непарный лобный глазок, из-за которого они и получили своё название. Антеннулы у циклопов короткие, служащие для плавания антенны одноветвистые. У циклопов 4 пары развитых ног. Пятая пара у самцов преобразована в орган для удержания самки при половом процессе. Сердце у них отсутствует. Кровеносных сосудов нет. Органы омывает бесцветная гемолимфа, движению которой способствует пульсация кишечника. Дышит всей поверхностью тела. Нервная система в виде головного «мозга», брюшной тяжи, образующего «лестницу», узлов нет. Известно около 250 видов, распространённых по всему земному шару. Обитают обычно у дна пресноводных водоёмов, и лишь немногие — в толще воды. Циклопы — хищники и питаются простейшими, коловратками, мелкими рачками. Сами служат пищей многим рыбам и малькам. Могут служить промежуточными хозяевами паразитических червей (ришты, широкого лентеца и других).

## Роды
Семейство включает следующие роды:
- Abdiacyclops Karanovic, 2005
- Acanthocyclops Kiefer, 1927
- Afrocyclops G. O. Sars, 1927
- Allocyclops Kiefer, 1932
- Ancheuryte Herbst, 1989
- Anzcyclops Karanovic, Eberhard & Murdoch, 2011
- Apocyclops Lindberg, 1942
- Australocyclops Morton, 1985
- Australoeucyclops Karanovic
- Austriocyclops Kiefer, 1964
- Bacillocyclops Lindberg, 1956
- Bryocyclops Kiefer, 1927
- Caspicyclops Monchenko, 1986
- Cochlacocyclops Kiefer, 1955
- Colpocyclops Monchenko, 1977
- Cyclops Müller, 1785
- Diacyclops Kiefer, 1927
- Dussartcyclops Karanovic, Eberhard & Murdoch, 2011
- Ectocyclops Brady, 1904
- Eucyclops Claus, 1893
- Euryte Philippi, 1843
- Faurea Labbé, 1927
- Fierscyclops Karanovic, 2004
- Fimbricyclops Reid, 1993
- Goniocyclops Kiefer, 1955
- Graeteriella Brehm, 1926
- Halicyclops Norman, 1903
- Haplocyclops Kiefer, 1952
- Hesperocyclops Herbst, 1984
- Heterocyclops Claus, 1893
- Idiocyclops Herbst, 1987
- Itocyclops Reid & Ishida, 2000
- Kieferiella Lescher-Moutoue, 1976
- Macrocyclops Claus, 1893
- Megacyclops Kiefer, 1927
- Menzeliella Lindberg, 1954
- Meridiecyclops Fiers, 2001
- Mesocyclops G. O. Sars, 1914
- Metacyclops Kiefer, 1927
- Microcyclops Claus, 1893
- Mixocyclops Kiefer, 1944
- Muscocyclops Kiefer, 1937
- Neocyclops Gurney, 1927
- Neutrocyclops Kiefer, 1936
- Ochridacyclops Kiefer, 1937
- Orbuscyclops Karanovic, 2006
- Orthocyclops Forbes, 1897
- Palaeocyclops Monchenko, 1972
- Paracyclops Claus, 1893
- Paragraeteriella Rylov, 1948
- Pareuryte Herbst, 1952
- Pescecyclops Karanovic, Eberhard & Murdoch, 2011
- Pilbaracyclops Karanovic, Eberhard & Murdoch, 2011
- Ponticyclops Reid, 1987
- Prehendocyclops C. E. F. Rocha, Iliffe, Reid & Suarez-Morales, 2000
- Protocyclops Lindberg, 1952
- Psammocyclops Kiefer, 1955
- Psammophilocyclops Fryer, 1956
- Reidcyclops Karanovich, 2000
- Rheocyclops Reid, Strayer, McArthur, Stibbe & J. Lewis, 1999
- Rybocyclops Reddy & DeFaye, 2008
- Smirnoviella Monchenko, 1977
- Speocyclops Kiefer, 1937
- Stolonicyclops Reid, 1998
- Teratocyclops Plesa, 1981
- Thaumasiocyclops Kiefer, 1933
- Thermocyclops Kiefer, 1927
- Troglocyclops C. E. F. Rocha & Iliffe, 1994
- Tropocyclops Kiefer, 1927
- Yansacyclops Reid, 1988
- Zealandcyclops Karanovic, 2005